# Championnat de Super Formula 2022
Navigation
2021 2023
Le Championnat japonais de Super Formula 2022 est la cinquante saison du championnat japonais de monoplace, et la dixième sous le nom de Super Formula. Il a débuté en avril 2022 et s'est déroulé sur sept week-ends, comprenant dix courses.

## Écuries et pilotes
Toutes les équipes ont utilisé un châssis SF19 identique construit par Dallara, pour la dernière saison avant son remplacement par le Dallara SF23. Chaque voiture propulsée par Honda utilisait un moteur Honda HR-417E et chaque voiture propulsée par Toyota utilisait un moteur Toyota RI4A.
| Écurie                       | Moteur | No. | Pilote              | Manches |
| ---------------------------- | ------ | --- | ------------------- | ------- |
| Team Mugen,                  | Honda  | 1   | Tomoki Nojiri       | All     |
| Team Mugen,                  | Honda  | 15  | Ukyo Sasahara       | All     |
| Kondo Racing                 | Toyota | 3   | Kenta Yamashita     | All     |
| Kondo Racing                 | Toyota | 4   | Sacha Fenestraz     | All     |
| Docomo Team Dandelion Racing | Honda  | 5   | Tadasuke Makino     | All     |
| Docomo Team Dandelion Racing | Honda  | 6   | Hiroki Otsu         | All     |
| KCMG                         | Toyota | 7   | Kamui Kobayashi     | All     |
| KCMG                         | Toyota | 18  | Yuji Kunimoto       | All     |
| ThreeBond Drago Corse        | Honda  | 12  | Nirei Fukuzumi      | All     |
| docomo business ROOKIE       | Toyota | 14  | Kazuya Oshima       | All     |
| Carenex Team Impul           | Toyota | 19  | Yuhi Sekiguchi      | All     |
| Carenex Team Impul           | Toyota | 20  | Ryo Hirakawa        | All     |
| Kuo Vantelin Team TOM’S      | Toyota | 36  | Giuliano Alesi      | All     |
| Kuo Vantelin Team TOM’S      | Toyota | 37  | Ritomo Miyata       | All     |
| P.mu/Cerumo・INGING          | Toyota | 38  | Sho Tsuboi          | All     |
| P.mu/Cerumo・INGING          | Toyota | 39  | Sena Sakaguchi      | All     |
| B-Max Racing                 | Honda  | 50  | Nobuharu Matsushita | All     |
| Team Goh                     | Honda  | 53  | Ren Sato            | All     |
| Team Goh                     | Honda  | 55  | Atsushi Miyake      | All     |
| TCS Nakajima Racing          | Honda  | 64  | Naoki Yamamoto      | All     |
| TCS Nakajima Racing          | Honda  | 65  | Toshiki Oyu         | All     |

## Calendrier des courses
| no | Date       | Circuit                         | Lieu             |
| -- | ---------- | ------------------------------- | ---------------- |
| 1  | 9 avril    | Fuji Speedway                   | Oyama (Shizuoka) |
| 10 | 9 avril    | Fuji Speedway                   | Oyama (Shizuoka) |
| 3  | 24 avril   | Circuit international de Suzuka | Suzuka (Mie)     |
| 4  | 22 mai     | Autopolis                       | Hita (Ōita)      |
| 5  | 19 juin    | Sportsland SUGO                 | Murata (Miyagi)  |
| 6  | 17 juillet | Fuji Speedway                   | Oyama (Shizuoka) |
| 7  | 20 août    | Twin Ring Motegi                | Motegi (Tochigi) |
| 8  | 21 août    | Twin Ring Motegi                | Motegi (Tochigi) |
| 9  | 28 octobre | Circuit international de Suzuka | Suzuka (Mie)     |
| 10 | 29 octobre | Circuit international de Suzuka | Suzuka (Mie)     |

## Résultat des courses
| Manche | Circuit                         | Pole position  | Meilleur tour  | Pilote vainqueur    | Écurie gagnante     |
| ------ | ------------------------------- | -------------- | -------------- | ------------------- | ------------------- |
| 1      | Fuji Speedway                   | Ukyo Sasahara  | Ryo Hirakawa   | Ryo Hirakawa        | Carenex Team Impul  |
| 2      | Fuji Speedway                   | Tomoki Nojiri  | Yuhi Sekiguchi | Tomoki Nojiri       | Team Mugen          |
| 3      | Circuit international de Suzuka | Tomoki Nojiri  | Tomoki Nojiri  | Nobuharu Matsushita | B-Max Racing        |
| 4      | Autopolis                       | Tomoki Nojiri  | Atsushi Miyake | Ryo Hirakawa        | Carenex Team Impul  |
| 5      | Sportsland SUGO                 | Tomoki Nojiri  | Yuhi Sekiguchi | Sacha Fenestraz     | Kondo Racing        |
| 6      | Fuji Speedway                   | Yuhi Sekiguchi | Toshiki Oyu    | Ukyo Sasahara       | Team Mugen          |
| 7      | Twin Ring Motegi                | Naoki Yamamoto | Naoki Yamamoto | Naoki Yamamoto      | TCS Nakajima Racing |
| 8      | Twin Ring Motegi                | Toshiki Oyu    | Kazuya Oshima  | Yuhi Sekiguchi      | Carenex Team Impul  |
| 9      | Circuit international de Suzuka | Tomoki Nojiri  | Ritomo Miyata  | Ukyo Sasahara       | Team Mugen          |
| 10     | Circuit international de Suzuka | Tomoki Nojiri  | Ren Sato       | Tomoki Nojiri       | Team Mugen          |

## Classement
Points de course
| Position | 1st | 2nd | 3rd | 4th | 5th | 6th | 7th | 8th | 9th | 10th |
| Points   | 20  | 15  | 11  | 8   | 6   | 5   | 4   | 3   | 2   | 1    |

Points de qualification
| Position | 1st | 2nd | 3rd |
| Points   | 3   | 2   | 1   |

### Championnat des pilotes
| Pos | Driver              | FUJ1 | FUJ1 | SUZ1 | AUT | SUG | FUJ2 | MOT  | MOT | SUZ2 | SUZ2 | Points |
| --- | ------------------- | ---- | ---- | ---- | --- | --- | ---- | ---- | --- | ---- | ---- | ------ |
| 1   | Tomoki Nojiri       | 2    | 1    | 21   | 41  | 31  | 3    | 3    | 43  | 21   | 1    | 154    |
| 2   | Sacha Fenestraz     | 3    | 20   | 43   | 2   | 12  | Ret  | 2    | 62  | 16   | 4    | 89     |
| 3   | Ryo Hirakawa        | 13   | 2    | 7    | 1   | 7   | Ret  | Ret  | 2   | 9    | 5    | 87     |
| 4   | Ritomo Miyata       | 5    | 32   | 18   | 52  | 6   | 4    | 8    | 14  | 52   | 32   | 64     |
| 5   | Tadasuke Makino     | 6    | Ret  | 3    | 63  | 4   | 5    | 4    | 3   | 7    | 9    | 61     |
| 6   | Ukyo Sasahara       | 191  | 103  | 14   | 7   | 10  | 1    | 7    | 8   | 1    | 17   | 57     |
| 7   | Yuhi Sekiguchi      | 4    | 6    | 11   | 16  | 15  | Ret1 | 9    | 1   | 6    | 11   | 43     |
| 8   | Toshiki Oyu         | 7    | 11   | 13   | Ret | 2   | 10   | Ret3 | 51  | 43   | 7    | 43     |
| 9   | Hiroki Otsu         | 16   | 7    | 8    | 9   | 53  | 15   | 10   | 13  | 13   | 23   | 33     |
| 10  | Naoki Yamamoto      | 14   | 14   | 9    | 14  | 12  | 9    | 1    | 16  | 11   | 6    | 32     |
| 11  | Sho Tsuboi          | 8    | 12   | 20   | 13  | 11  | 2    | 5    | 10  | 8    | 12   | 30     |
| 12  | Ren Sato            | 92   | 13   | 10   | 17  | 16  | 6    | 12   | 7   | 3    | 19   | 25     |
| 13  | Nobuharu Matsushita | Ret  | 19   | 1    | 10  | Ret | Ret  | 11   | 11  | 17   | Ret  | 21     |
| 14  | Atsushi Miyake      | 10   | 5    | Ret  | 3   | 18  | Ret  | Ret  | 15  | 12   | 8    | 21     |
| 15  | Kenta Yamashita     | 11   | 4    | 162  | 12  | Ret | 7    | 6    | Ret | 14   | 13   | 19     |
| 16  | Yuji Kunimoto       | 13   | 15   | 6    | 11  | 9   | 8    | 15   | 12  | 20   | 18   | 10     |
| 17  | Kamui Kobayashi     | 18   | 9    | 5    | Ret | 17  | 14   | 14   | 17  | 18   | 10   | 9      |
| 18  | Sena Sakaguchi      | 12   | 17   | 12   | 8   | 19  | 12   | 16   | 9   | 10   | 14   | 6      |
| 19  | Nirei Fukuzumi      | Ret  | 16   | 17   | DSQ | 8   | 11   | Ret  | Ret | 15   | Ret  | 3      |
| 20  | Giuliano Alesi      | 17   | 8    | 15   | Ret | 13  | Ret  | 13   | Ret | 21   | 16   | 3      |
| 21  | Kazuya Oshima       | 15   | 18   | 19   | 15  | 14  | 13   | 17   | 18  | 19   | 15   | 0      |

| Couleur  | Résultat                                                                                         |
| -------- | ------------------------------------------------------------------------------------------------ |
| Or       | Vainqueur                                                                                        |
| Argent   | 2e place                                                                                         |
| Bronze   | 3e place                                                                                         |
| Vert     | Classé dans les points                                                                           |
| Bleu     | Classé hors des points Non classé (Nc.)                                                          |
| Violet   | Abandon (Abd.)                                                                                   |
| Rouge    | Non qualifié (Nq.) Non pré-qualifié (Npq.)                                                       |
| Noir     | Disqualifié (Dsq.)                                                                               |
| Blanc    | Non partant (Np.) Forfait (Forf.) Suspendu (Susp.) Course annulée (A.)                           |
| Gras     | Pole position                                                                                    |
| Italique | Meilleur tour en course                                                                          |
| *        | Le pilote a abandonné mais est classé pour avoir parcouru plus de 90 % de la distance de course. |
| +        | Résultat en course Sprint (si arrivée dans les points).                                          |

### Championnat par écuries
| Pos | Écurie                       | FUJ1 | FUJ1 | SUZ1 | AUT | SUG | FUJ2 | MOT | MOT | SUZ2 | SUZ2 | Points |
| --- | ---------------------------- | ---- | ---- | ---- | --- | --- | ---- | --- | --- | ---- | ---- | ------ |
| 1   | Team Mugen                   | 2    | 1    | 2    | 4   | 3   | 1    | 3   | 4   | 1    | 1    | 187    |
| 1   | Team Mugen                   | 19   | 10   | 14   | 7   | 10  | 3    | 7   | 8   | 2    | 17   | 187    |
| 2   | Carenex Team Impul           | 1    | 2    | 7    | 1   | 7   | Ret  | 9   | 1   | 6    | 5    | 126    |
| 2   | Carenex Team Impul           | 4    | 6    | 11   | 16  | 15  | Ret  | Ret | 2   | 9    | 11   | 126    |
| 3   | Kondo Racing                 | 3    | 4    | 4    | 2   | 1   | 7    | 2   | 6   | 14   | 4    | 99     |
| 3   | Kondo Racing                 | 11   | 20   | 20   | 12  | Ret | Ret  | 6   | Ret | 16   | 13   | 99     |
| 4   | Docomo Team Dandelion Racing | 6    | 7    | 3    | 6   | 4   | 5    | 4   | 3   | 7    | 2    | 91     |
| 4   | Docomo Team Dandelion Racing | 16   | Ret  | 8    | 9   | 5   | 15   | 10  | 13  | 13   | 9    | 91     |
| 5   | TCS Nakajima Racing          | 7    | 11   | 9    | 14  | 2   | 9    | 1   | 5   | 4    | 6    | 67     |
| 5   | TCS Nakajima Racing          | 14   | 14   | 13   | Ret | 12  | 10   | Ret | 16  | 11   | 7    | 67     |
| 6   | Kuo Vantelin Team TOM’S      | 5    | 3    | 15   | 5   | 6   | 4    | 8   | 14  | 5    | 3    | 59     |
| 6   | Kuo Vantelin Team TOM’S      | 17   | 8    | 18   | Ret | 13  | Ret  | 13  | Ret | 21   | 16   | 59     |
| 7   | Team Goh                     | 9    | 5    | 9    | 3   | 16  | 6    | 12  | 7   | 3    | 8    | 44     |
| 7   | Team Goh                     | 10   | 13   | Ret  | 17  | 18  | Ret  | Ret | 15  | 12   | 19   | 44     |
| 8   | P.mu/Cerumo・INGING          | 8    | 12   | 12   | 8   | 11  | 2    | 5   | 9   | 8    | 12   | 34     |
| 8   | P.mu/Cerumo・INGING          | 12   | 17   | 20   | 13  | 19  | 12   | 16  | 10  | 10   | 14   | 34     |
| 9   | B-Max Racing                 | Ret  | 19   | 1    | 10  | Ret | Ret  | 11  | 11  | 17   | Ret  | 21     |
| 10  | KCMG                         | 13   | 9    | 5    | 11  | 9   | 8    | 14  | 12  | 18   | 10   | 19     |
| 10  | KCMG                         | 18   | 15   | 6    | Ret | 17  | 14   | 15  | 17  | 20   | 18   | 19     |
| 11  | ThreeBond Drago Corse        | Ret  | 16   | 17   | DSQ | 8   | 11   | Ret | Ret | 15   | Ret  | 3      |
| 12  | docomo business ROOKIE       | 15   | 18   | 19   | 15  | 14  | 13   | 17  | 18  | 19   | 15   | 0      |